# Holy Smoke - Fuoco sacro
Holy Smoke - Fuoco sacro (Holy Smoke!) è un film del 1999 diretto da Jane Campion. La colonna sonora è di Angelo Badalamenti.

## Trama
Australia: Ruth è una ragazza che, in seguito ad un viaggio in India con una sua amica, si aggrega ad una sorta di setta. L'amica, tornata in Australia, racconta la storia ai genitori di Ruth, che si attivano subito per cercare di farla ritornare a casa. Una volta riusciti a farla tornare, la consegnano con l'inganno ad un famoso "deprogrammatore" di nome PJ, che ha il compito di farla ragionare e di farla tornare com'era prima.
Nell'isolamento di una baracca in pieno deserto australiano, l'approccio inquisitorio e razionale di PJ frantuma le certezze della giovane. Nell'angoscia di questa deprivazione Ruth, che ha dato alle fiamme il suo sari indiano e gli si è presentata nuda e incontinente, ottiene la tenerezza del suo rivale. Ma PJ, nel rivelargli il plagio animale e sociale che lo costituisce come persona, inverte i ruoli del decondizionatore e del soggetto da liberare da influenze esterne.
Sopraffatto dalla passione, l'uomo si sottomette alla ragazza sino a "deprogrammare" la propria virilità, camuffandosi da pacchiana donna di mezza età, coi baffi e ad esplodere nella violenza di fronte ad un rifiuto della giovane. Ciò naturalmente gli costa una dura lezione da parte dei familiari e un immediato ritorno in California da dove, sposato e con una coppia di gemelli, intrattiene una corrispondenza epistolare con Ruth, che nel frattempo è tornata in India con la madre.

## I luoghi
Sei delle tredici settimane complessive di lavorazione furono occupate dalle riprese nel deserto, a Hawker, piccola cittadina di 800 abitanti nel distretto di Flinders nell'Australia Meridionale. "Le riprese...sono state fisicamente stressanti in quanto le distanze tra le località usate per gli esterni erano enormi, le strade polverose ed accidentate, con temperature sotto zero e pioggia continua, quando non doveva piovere." L'insolita, per quel periodo, abbondanza di precipitazioni, che procurò alla troupe l'appellativo di "quelli che hanno portato la pioggia", da parte dei locali, causò dei ritardi, dal momento che le riprese prevedevano un deserto caldo.
Anche gli esterni girati in India furono caratterizzate da difficili condizioni ambientali. "Si girava con il termometro che segnava 40°", racconta il produttore Jan Chapman e con "qualcosa come 6.000 spettatori". Negli studi di Sydney furono invece girati gli interni, in particolare le scene ambientate nella Half-Way Hut in cui ha luogo l'aspro confronto tra i personaggi interpretati da Harvey Keitel e Kate Winslet.

## Premi e riconoscimenti
- 2000 - National Society of Film Critics Awards
  - Nomination Miglior attrice a Kate Winslet
- 1999 - Mostra internazionale d'arte cinematografica
  - Elvira Notari Prize a Jane Campion e Kate Winslet
  - Nomination Leone d'oro al miglior film
  - Nomination Coppa Volpi per la migliore interpretazione femminile a Kate Winslet
  - Nomination Coppa Volpi per la migliore interpretazione maschile a Harvey Keitel
- 2001 - Premio YoGa
  - Peggior regista straniero a Jane Campion
- 2000 - New York Film Critics Circle Award
  - Nomination Miglior attrice protagonista a Kate Winslet